# 奈良県道145号櫟本停車場線
奈良県道145号櫟本停車場線（ならけんどう145ごう いちのもとていしゃじょうせん）は、奈良県天理市を通る一般県道である。

## 概要
JR西日本桜井線 櫟本駅前から天理市櫟本町に至る道路で、200 m程度の長さしかない。

### 路線データ
- 起点：奈良県天理市櫟本町（JR西日本桜井線 櫟本駅前）
- 終点：奈良県天理市櫟本町（櫟本町交差点、国道169号交点）
- 総延長：200 m

## 地理

### 通過する自治体
- 天理市

### 交差する道路
| 交差する道路 | 交差する場所 | 交差する場所        |
| ------------ | ------------ | ------------------- |
| 国道169号    | 櫟本町       | 櫟本町交差点 / 終点 |

### 沿線
- JR西日本桜井線 櫟本駅
- 天理市立櫟本小学校
- E25 西名阪自動車道・E25 名阪国道 6 天理IC